# Hernando Siles Reyes
Hernando Siles Reyes (ur. 5 sierpnia 1882, zm. 23 listopada 1942) – boliwijski polityk i adwokat.
Był profesorem prawa Uniwersytetu San Francisco Javier. O 1920 do 1921 pełnił funkcję ministra wojny, w 1921 - ministra oświaty z ramienia Partii Narodowej. Od 10 stycznia 1926 do 28 maja 1930 sprawował urząd prezydenta Boliwii. W 1926 założył Partię Jedności Narodowej (PUN). Od 1938 do 1941 piastował stanowisko sędziego sądu najwyższego, zaś od 1941 do 1942 - ambasadora Boliwii w Peru.
Urząd prezydenta pełnili w historii kraju również jego synowie pochodzący nie z jednej matki - Hernán Siles Zuazo i Luis Adolfo Siles Salinas.